# Taneti Maamau
Taneti Maamau (Onotoa, 16 settembre 1960) è un politico gilbertese, Presidente della repubblica delle Kiribati dall'11 marzo 2016, rieletto il 22 giugno 2020.
È membro della Maneaba ni Maungatabu dal 2007 ad oggi (ultima elezione aprile 2020) per il seggio di Onotoa.
È diacono della Kiribati Protestant Church dal 1990.